# Westdale
Westdale – jednostka osadnicza w Stanach Zjednoczonych, w stanie Teksas, w hrabstwie Jim Wells.